# Henry Terry
Pour les articles homonymes, voir Terry.
Henry John Terry Jr., né le 27 mai 1869 à Huddersfield (Angleterre) et mort le 27 juillet 1952 à Paris 16e, est un joueur français de cricket. 

## Biographie
Henry Terry participe à l'unique match de cricket aux Jeux olympiques en 1900 à Paris. La France, représentée par l'équipe du Standard Athletic Club, est battue par l'Angleterre et remporte donc la médaille d'argent.